# پیز تیمون
پیز تیمون (به لاتین: Piz Timun) یک کوه در سوئیس است که در کانتون گراوبوندن واقع شده‌است. پیز تیمون ۳٬۲۰۹ متر بالاتر از سطح دریا واقع شده‌است.